# Tridens riograndensis
Tridens riograndensis är en gräsart som beskrevs av Acedo och Felix Llamas. Tridens riograndensis ingår i släktet Tridens och familjen gräs. Inga underarter finns listade i Catalogue of Life.